# Mary Edwards Walker
Mary Edwards Walker (Oswego, Nueva York, 26 de noviembre de 1832 – Oswego, 21 de febrero de 1919) fue una feminista, prohibicionista, abolicionista, supuesta espía, prisionera de guerra y cirujana estadounidense. Hasta hoy, sigue siendo la única mujer a la que se ha concedido la Medalla de Honor.
Antes de la Guerra Civil Americana se licenció en medicina, se casó y abrió una consulta médica. La consulta no funcionó y ella se presentó voluntaria en el ejército de la Unión cuando estalló la Guerra de Secesión, sirviendo como cirujana. Tras cruzar las líneas enemigas para tratar a civiles heridos, fue capturada por las fuerzas confederadas y detenida como espía. La encarcelaron en Richmond (Virginia) como prisionera de guerra hasta su liberación en un intercambio de presos.
Después de la guerra se le concedió la mayor condecoración del ejército estadounidense a la valentía, la Medalla de Honor, por sus esfuerzos durante la Guerra Civil. Solo ocho civiles la poseen, siendo Mary Walker la única mujer que la ha recibido. Su nombre fue eliminado de la lista de poseedores en 1917, y se restituyó en 1977. Tras la guerra se dedicó a escribir y dar conferencias en apoyo del Sufragio femenino hasta su muerte en 1919.

## Juventud y educación
Nació en la ciudad de Oswego (Nueva York), el 26 de noviembre de 1832, hija de Alvah y Vesta Walker. Fue la última de cinco hijas, y tuvo un hermano menor. De pequeña, trabajaba en la granja familiar. Para las labores agrícolas no llevaba ropa de mujer por considerarla demasiado restrictiva. Su madre compartía su opinión de que los corsés y la ropa ajustada eran poco saludables. Su educación elemental se desarrolló en la escuela local, donde enseñaba su madre. También ella trabajó de joven en la escuela con el fin de conseguir suficiente dinero para pagar la Escuela Médica de Geneva (hoy Escuela Hobart), donde se licenció en medicina en 1855, siendo la única mujer de su promoción. Se casó con un compañero de la facultad, Albert Miller, con el que abrió una consulta conjunta en Rome (Nueva York). La consulta no funcionó, ya que en esa época la gente no confiaba en las médicas. En 1860 Walker asistió brevemente al Bowen Collegiate Institute, en Hopkinton (Iowa), hasta que fue expulsada por negarse a dejar la sociedad de debates de la escuela, que hasta entonces había estado compuesta únicamente de hombres.

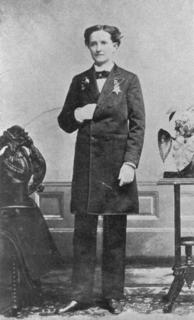
Mary Walker, hacia 1870. Con frecuencia vestía con ropa masculina, y en varias ocasiones fue detenida por hacerse pasar por hombre.

## Carrera
Al principio de la Guerra de Secesión, se presentó voluntaria civil al ejército de la Unión. Al principio solo le permitieron ejercer como enfermera, y durante este periodo sirvió en la primera Batalla de Bull Run (Manassas), el 21 de julio de 1861, y en el Hospital de la Oficina de Patentes de Washington D. C.. Trabajó como cirujana sin salario cerca del frente, en la Batalla de  Fredericksburg y en Chattanooga (Tennessee), después de la Batalla de Chickamauga. Como sufragista, celebró encontrar mujeres soldados y alertó a la prensa sobre el caso de Frances Hook, ingresada en el hospital de Chattanooga.
En septiembre de 1862 solicitó al Departamento de Guerra un empleo en los servicios secretos para convertirse en espía, pero su oferta fue rechazada. Finalmente, consiguió un puesto de asistente civil de cirugía en el Ejército del Cumberland en septiembre de 1863, convirtiéndose en la primera cirujana del ejército de Estados Unidos.
Más tarde, Walker fue nombrada cirujana auxiliar del 52° batallón de infantería de Ohio, a cuyo servicio cruzó con frecuencia las líneas del frente para tratar civiles. El 10 de abril de 1864 fue capturada por tropas confederadas y acusada de espionaje cuando acababa de ayudar en una amputación a un doctor confederado. Fue enviada a la prisión de Castle Thunder en Richmond (Virginia), donde permaneció hasta el 12 de agosto de 1864, fecha en la que fue liberada en un intercambio de prisioneros. Sirvió en el ejército durante la Batalla de Atlanta, y después fue supervisora de una prisión de mujeres en Louisville (Kentucky) y directora de un orfanato en Tennessee.

### Carrera posterior
Tras la guerra se hizo escritora y conferenciante sobre temas como la asistencia sanitaria, la templanza, los derechos de la mujer y la reforma vestimentaria. Sufrió varios arrestos por vestir como un hombre e insistió en su derecho a llevar la ropa que considerara adecuada. Escribió dos libros sobre derechos femeninos y ropa, y durante varios años participó en el movimiento por el sufragio femenino, junto con líderes como Susan B. Anthony y Elizabeth Cady Stanton. La posición inicial del movimiento, siguiendo la pauta de la Dra. Walker, fue afirmar que las mujeres ya tenían derecho a votar, y el Congreso solo tenía que aprobar una legislación que lo permitiera. Tras numerosos años de trabajo infructuoso en este sentido, el movimiento decidió dirigir sus esfuerzos a la elaboración de una enmienda a la Constitución, tendencia diametralmente opuesta a la posición de Mary Walker, lo que la hizo perder apoyos dentro del movimiento, que la ignoró virtualmente a partir de entonces. Su empeño en llevar ropa masculina no hizo sino agravar la situación. En Inglaterra tuvo una recepción más positiva que en Estados Unidos.
Walker murió el 21 de febrero de 1919, a la edad de 86 años, por causas naturales, y está inhumada en el Cementerio Rural de Oswego. Se le hizo un funeral sencillo, aunque se colocó una bandera sobre su féretro y fue enterrada con un traje masculino en lugar de un vestido. Su muerte sobrevino un año antes de que se aprobara la Decimonovena Enmienda a la Constitución de los Estados Unidos que concedió a las mujeres el derecho al voto.

## Condecoraciones y premios

### Medalla de Honor

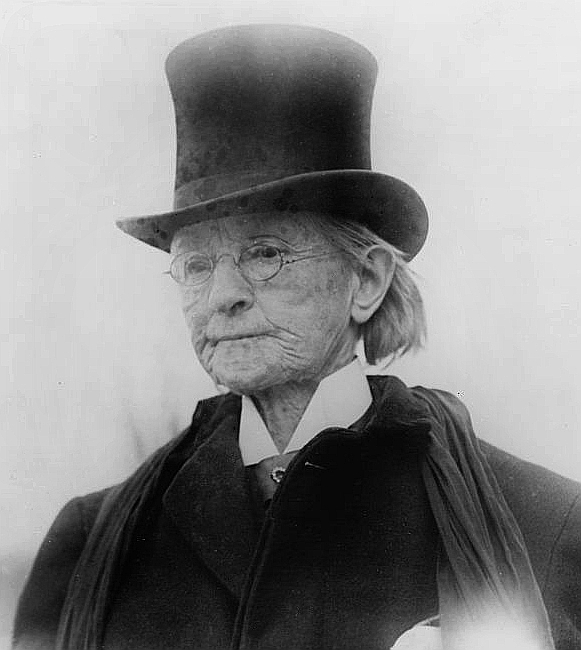
Mary Edwards Walker, hacia 1911

Después de la guerra, los generales Sherman y Thomas recomendaron a Walker para la Medalla de Honor, que le fue concedida el 11 de noviembre de 1865 por el presidente Andrew Johnson. 
En 1917, el Congreso de los Estados Unidos creó una ley de pensiones para poseedores de la Medalla de Honor, momento que el ejército de tierra aprovechó para revisar la lista y eliminar 911 nombres, entre ellos el de la Dra. Mary Edwards Walker y el de Buffalo Bill. No se les ordenó que devolvieran la medalla, por lo que Walker continuó utilizándola hasta su muerte.
En 1977, el presidente Jimmy Carter le restituyó la medalla a título póstumo.
Walker fue incluida en el National Women's Hall of Fame en el año 2000.

## Legado
Durante la Segunda Guerra Mundial, se dio el nombre de «SS Mary Walker» a un buque Liberty en su honor.
En 1982, el Servicio Postal de los Estados Unidos emitió un sello de 20 centavos con su imagen para conmemorar el 150° aniversario de su nacimiento
Las instalaciones médicas de la Universidad Estatal de Nueva York en Oswego llevan su nombre (Mary Walker Health Center), y en el edificio, una placa explica su importancia en la comunidad de Oswego.
En Walker (Michigan) hay un centro de reserva del ejército que lleva su nombre.
La clínica Whitman-Walker de Washington D. C. Debe su nombre a la Dra. Walker y al poeta Walt Whitman, que ejerció de enfermero durante la Guerra de Secesión.
La clínica Mary Walker, en el National Training Center de Fort Irwin (California) lleva su nombre.
La residencia Mary E. Walker es un albergue gestionado por el centro de veteranos de Filadelfia para mujeres veteranas en situación difícil y sin vivienda fija.